# Rihonor de Castilla

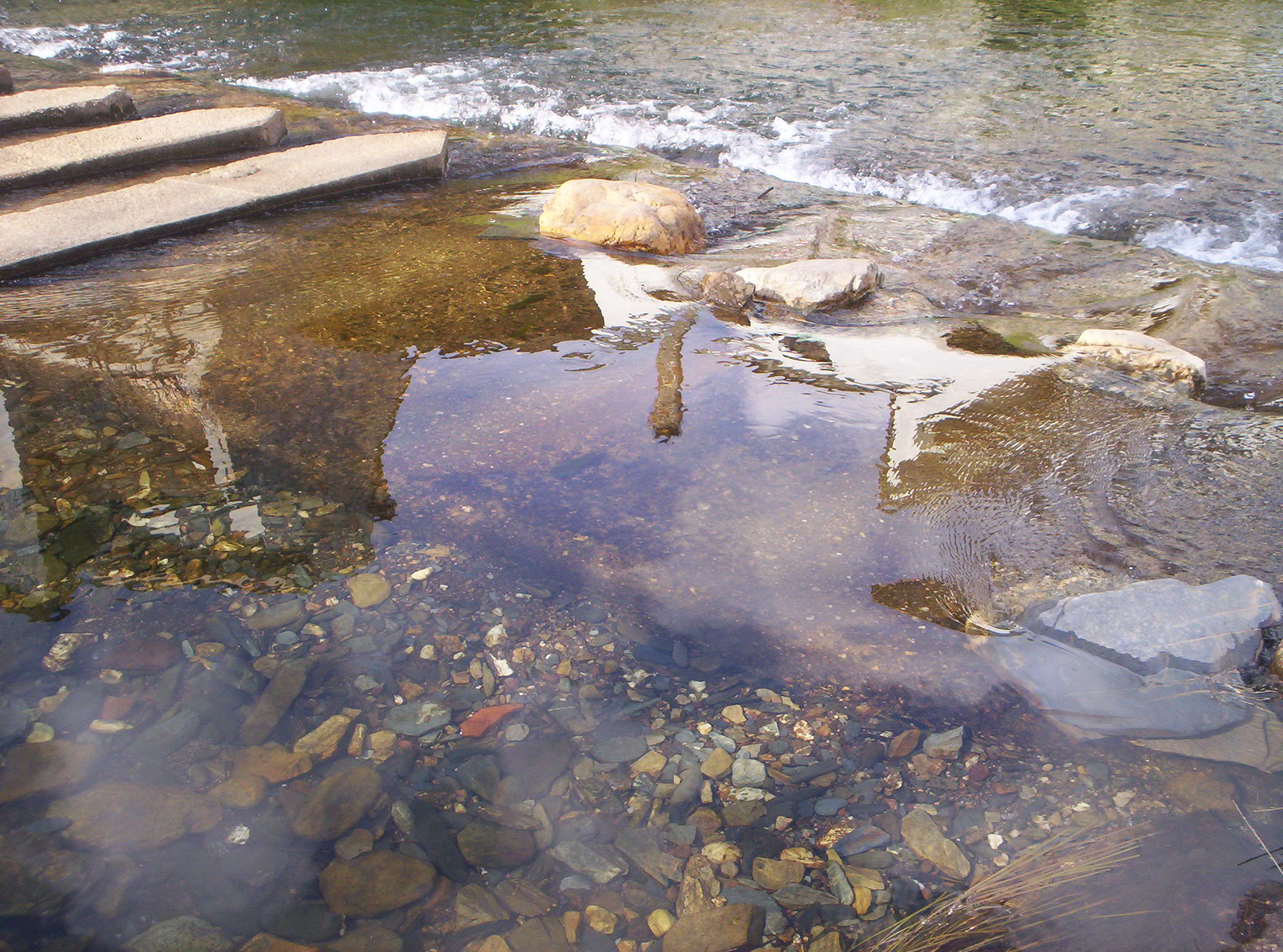
Rihonor de Castilla

Rihonor de Castilla és una aldea del municipi de Pedralba de la Pradería, província de Zamora, comunitat autònoma de Castella i Lleó.

## Particularitats
Es troba a la zona de la Sierra de la Culebra i té uns 25 habitants. A l'altre costat del riu Onor, i pertanyent al municipi de Bragança, ja en Portugal, hi ha Río de Oynor (amb el qual comparteix un avantpassat sistema comunitari), en realitat són el mateix poble partit pel riu per una frontera des del tractat d'Alcañices en 1292. En les dos parts del poble, conegudes com la vila de cima i vila de abaixo es parla un lleonés mixt amb el portuguès anomenat riodonorés, a més tots els habitants saben parlar portugués i castellà.
El Consell d'habitants en la localitat portuguesa de Rio de Onor ha estat durant molts anys la reunió magna d'aquest peculiar racó en la regió trasmontana de Portugal, donats a conèixer al món per l'etnòleg Jorge Dias. Imitant als consells d'ancians de l'antiguitat, en aquestes assemblees s'ajunten un representant de cada casa i en elles es decideixen i aproven normes i regles que afecten a tots els habitants. Malgrat d'haver mantingut sempre una estreta relació amb la localitat veïna espanyola, Rihonor de Castilla, fins ara aquest consell era només per als portuguesos.
A causa del projecte comú que existeix entre ambdós per a convertir-se en una euroaldea. Hi ha un projecte europeu per a crear una euroaldea que s'anomenaria Rionor de Europa, també estan previstos una escola trilingüe, un consultori mèdic i una farmàcia per a les dues ribes del riu.
L'intercanvi de recursos entre les dues localitats es manifesta de diverses formes, com per exemple en el cas de la gestió de l'aigua. Les aigües residuals tractades és el costat portuguès, oferint a canvi l'espanyol aigua potable a l'estiu, quan hi ha problemes de proveïment.
És comú veure el bestiar com creua la frontera lliurement. Les poblacions d'ambdós països tenen sovint la terra el costat de la frontera, treballen com si anessin del seu costat de la frontera. També comparteixen una comunitat de pastures, on s'alimenta una rajada de només al voltant de 300 ovelles i 100 cabres.
A més del Consell existeixen altres tradicions comunitàries com és la possessió col·lectiva d'alguns béns (camps, molins i ramats) i de l'administració rural, que es porta a terme per dues persones designades en el consell. Antigament aquests administradors eren triats, però ara existeix un sistema de rotació cíclica perquè tots puguin exercir aquesta funció. Existeixen documents en els quals es data al llogaret de Rio de Onor en temps d'Alfons III encara que es creu que el seu origen és anterior. Ambdós llogarets van ser un sol fins que es van tallar en dos quan van ser definides les fronteres de la regió.
Durant anys, fins a 1974, els dos barris feien vides idèntiques però, disposaven, en cada lloc de la frontera, d'un lloc de vigilància. En la zona portuguesa el guàrdies fiscals (guardinhas) i en l'espanyola, la guàrdia civil. El 25 d'abril de 1974 esclata a Portugal la revolució dels clavells, i el tinent Pinheiro, conegut I temut guardinha lus, alça com una estacada antiimperialista una minúscula cadena entre dos pivots de mig metre de ciment.
En aquesta xicoteta vall on tots els veïns són família, els idiomes i les monedes són comunes, després de 16 anys, la cadena que partia el poblet en dos (amb tot el seu significat imposat després de la revolució dels clavells), seria retirada el dia 19 d'agost de 1990.